# Mumbai City Football Club 2016
Questa voce raccoglie le informazioni riguardanti il Mumbai City nelle competizioni ufficiali della stagione 2016.

## Maglie e sponsor
Il fornitore tecnico per questa stagione è Puma, mentre lo sponsor ufficiale è ACE Group.
| Casa |

## Rosa
| N. |                     | Ruolo | Calciatore         |
| -- | ------------------- | ----- | ------------------ |
| 1  | India (bandiera)    | P     | Amrinder Singh     |
| 2  | India (bandiera)    | D     | Aiborlang Khongjee |
| 3  | India (bandiera)    | D     | Ashutosh Mehta     |
| 4  | Brasile (bandiera)  | D     | Gerson Vieira      |
| 5  | India (bandiera)    | D     | Anwar Ali          |
| 6  | Ungheria (bandiera) | C     | Krisztián Vadócz   |
| 8  | Brasile (bandiera)  | C     | Léo Costa          |
| 10 | Uruguay (bandiera)  | A     | Diego Forlán       |
| 11 | India (bandiera)    | A     | Sunil Chhetri      |
| 12 | India (bandiera)    | C     | Jackichand Singh   |
| 13 | India (bandiera)    | A     | Udanta Singh       |
| 14 | India (bandiera)    | C     | Boithang Haokip    |
| 15 | India (bandiera)    | C     | Pronay Halder      |
| 16 | Haiti (bandiera)    | C     | Sony Nordé         |

| N. |                      | Ruolo | Calciatore        |
| -- | -------------------- | ----- | ----------------- |
| 17 | India (bandiera)     | C     | David Lalrinmuana |
| 18 | Romania (bandiera)   | D     | Lucian Goian      |
| 20 | Argentina (bandiera) | C     | Matías Defederico |
| 21 | India (bandiera)     | D     | Lalhmangaihsanga  |
| 22 | Brasile (bandiera)   | A     | Cafu              |
| 23 | India (bandiera)     | D     | Lalchhuanmawia    |
| 25 | Brasile (bandiera)   | P     | Roberto Volpato   |
| 26 | India (bandiera)     | C     | Sehnaj Singh      |
| 28 | India (bandiera)     | C     | Rakesh Oram       |
| 30 | Argentina (bandiera) | D     | Facundo Cardozo   |
| 31 | India (bandiera)     | P     | Arnab Sharma      |
| 32 | India (bandiera)     | P     | Albino Gomes      |
| 37 | Brasile (bandiera)   | A     | Thiago Cunha      |
|    | India (bandiera)     | C     | Cavin Lobo        |

## Calciomercato
| Acquisti | Acquisti             | Acquisti        | Acquisti   |
| R.       | Nome                 | da              | Modalità   |
| -------- | -------------------- | --------------- | ---------- |
| P        | Amrinder Singh       | Bengaluru       | prestito   |
| P        | Roberto Volpato      | Água Santa      | definitivo |
| P        | Arnab Sharma         |                 |            |
| P        | Albino Gomes         | Salgaocar       | prestito   |
| D        | Aiborlang Khongjee   | Shillong Lajong | prestito   |
| D        | Ashutosh Mehta       |                 |            |
| D        | Gerson Vieira        | Grêmio          | prestito   |
| D        | Anwar Ali            | Delhi Dynamos   | definitivo |
| D        | Lucian Goian         | CFR Cluj        | definitivo |
| D        | Lalhmangaihsanga     | DSK Shivajians  | definitivo |
| D        | Facundo Cardozo      | Vélez Sarsfield | prestito   |
| D        | Fanai Lalchhuanmawia | Bengaluru       | prestito   |
| C        | Krisztián Vadócz     | Perth Glory     | definitivo |
| C        | Léo Costa            | Rio Claro       | definitivo |
| C        | Jackichand Singh     | Salgaocar       | definitivo |
| C        | Boithang Haokip      | Shillong Lajong | definitivo |
| C        | Pronay Halder        | Mohun Bagan     | definitivo |
| C        | Sony Nordé           | Mohun Bagan     | definitivo |
| C        | David Lalrinmuana    | Aizawl          | definitivo |
| C        | Matías Defederico    | Eskişehirspor   | definitivo |
| C        | Sehnaj Singh         | Delhi Dynamos   | definitivo |
| C        | Rakesh Oram          |                 |            |
| C        | Cavin Lobo           | East Bengal     | prestito   |
| A        | Diego Forlán         | Peñarol         | svincolato |
| A        | Cafu                 | Flamengo        | prestito   |
| A        | Udanta Singh         | Bengaluru       | definitivo |
| A        | Sunil Chhetri        |                 |            |
| A        | Gastón Sangoy        | Arka Gdynia     | definitivo |

| Cessioni | Cessioni | Cessioni | Cessioni |
| R.       | Nome     | a        | Modalità |
| -------- | -------- | -------- | -------- |

### A stagione in corso
| Acquisti | Acquisti     | Acquisti | Acquisti   |
| R.       | Nome         | da       | Modalità   |
| -------- | ------------ | -------- | ---------- |
| A        | Thiago Cunha | Port     | definitivo |

| Cessioni | Cessioni      | Cessioni | Cessioni   |
| R.       | Nome          | a        | Modalità   |
| -------- | ------------- | -------- | ---------- |
| A        | Gastón Sangoy |          | svincolato |

## Risultati

### Indian Super League
| Arbitro: | Hasan Ebrahim A. |

|  |           |                       |
|  | Marcatori | 68’ Matías Defederico |

| Arbitro: | Guerrero F. |

|                         |           |  |
| Diego Forlán 55’ (Rig.) | Marcatori |  |

| Arbitro: | Hasan Ebrahim A. |

|                       |           |               |
| Matías Defederico 27’ | Marcatori | 82’ Javi Lara |

| Arbitro: | Dutta A. |

|                    |           |  |
| Michael Chopra 58’ | Marcatori |  |

| Arbitro: | Kumar S. |

|                                                          |           |                                          |
| Richard Gadze 51’ Badara Badji 76’ Marcelinho 82’ (Rig.) | Marcatori | 33’, 38’ Krisztián Vadócz 69’ Sony Nordé |

| Arbitro: | Ricci S. |

|  |           |                 |
|  | Marcatori | 41’ Richarlyson |

| Arbitro: | Ricci S. |

|  |           |                  |
|  | Marcatori | 79’ Diego Forlán |

| Arbitro: | Ricci S. |

|                     |           |               |
| Jeje Lalpekhlua 51’ | Marcatori | 88’ Léo Costa |

| Arbitro: | Thakur O. P. |

|  |           |                      |
|  | Marcatori | 45’ Jackichand Singh |

| Mumbai 10 novembre 2016, ore 19:00 UTC+5:30 10ª giornata | Mumbai City | 0 – 1 referto         | Pune City | DY Patil Stadium |
| \| \| \| \| \| \| Marcatori \| 89’ Eugeneson Lyngdoh \|  |             |                       |           |                  |
|                                                          |             |                       |           |                  |
|                                                          | Marcatori   | 89’ Eugeneson Lyngdoh |           |                  |

| Goa 16 novembre 2016, ore 19:00 UTC+5:30 11ª giornata | FC Goa    | 0 – 0 referto | Mumbai City | Fatorda Stadium (18.917 spett.)\| Arbitro: \| Gamini R. \| |
| Arbitro:                                              | Gamini R. |               |             |                                                            |

| Arbitro: | Gamini R. |

|                                                                 |           |  |
| Diego Forlán 5’, 14’ Diego Forlán 63’ Cafu 64’ Lucian Goian 73’ | Marcatori |  |

| Mumbai 23 novembre 2016, ore 19:00 UTC+5:30 13ª giornata                     | Mumbai City | 2 – 0 referto | Chennaiyin | DY Patil Stadium (7.645 spett.) |
| \| \| \| \| \| Matías Defederico 32’ Krisztián Vadócz 60’ \| Marcatori \| \| |             |               |            |                                 |
|                                                                              |             |               |            |                                 |
| Matías Defederico 32’ Krisztián Vadócz 60’                                   | Marcatori   |               |            |                                 |

| Mumbai 3 dicembre 2016, ore 19:00 UTC+5:30 14ª giornata | Mumbai City | 0 – 0 referto | Delhi Dynamos | DY Patil Stadium |

#### Play-off
| Arbitro: | Dilan Perera |

|                                                 |           |                                 |
| Lalrindika Ralte 3’ Iain Hume 39’, 45+2’ (Rig.) | Marcatori | 10’ Léo Costa 19’ Gerson Vieira |

| Mumbai 13 dicembre 2016, ore 19:00 UTC+5:30 Semifinale - Ritorno | Mumbai City | 0 – 0 referto | Atlético de Kolkata | DY Patil Stadium (7.960 spett.)\| Arbitro: \| Rowan \| |
| Arbitro:                                                         | Rowan       |               |                     |                                                        |

### Andamento in campionato
| Giornata  | 1 | 2 | 3 | 4 | 5 | 6 | 7 | 8 | 9 | 10 | 11 | 12 | 13 | 14 |
| --------- | - | - | - | - | - | - | - | - | - | -- | -- | -- | -- | -- |
| Luogo     | T | C | C | T | T | C | T | T | T | C  | T  | C  | C  | C  |
| Risultato | V | V | N | P | N | P | V | N | V | P  | N  | V  | V  | N  |
| Posizione | 2 | 2 | 1 | 3 | 4 | 4 | 2 | 3 | 2 | 3  | 2  | 2  | 1  | 1  |

Legenda:

Luogo: C = Casa; T = Trasferta. Risultato: V = Vittoria; N = Pareggio; P = Sconfitta.